# Spoorlijn 73
Spoorlijn 73 is een Belgische spoorlijn die Deinze met De Panne verbindt en verder naar de Franse grens richting Duinkerke. Het spoor tussen De Panne en de grens is buiten dienst gesteld en nog deels aanwezig. De spoorlijn is 76,6 km lang. Voor het Franse deel van de spoorlijn zie spoorlijn Dunkerque-Locale - Bray-Dunes.

## Geschiedenis

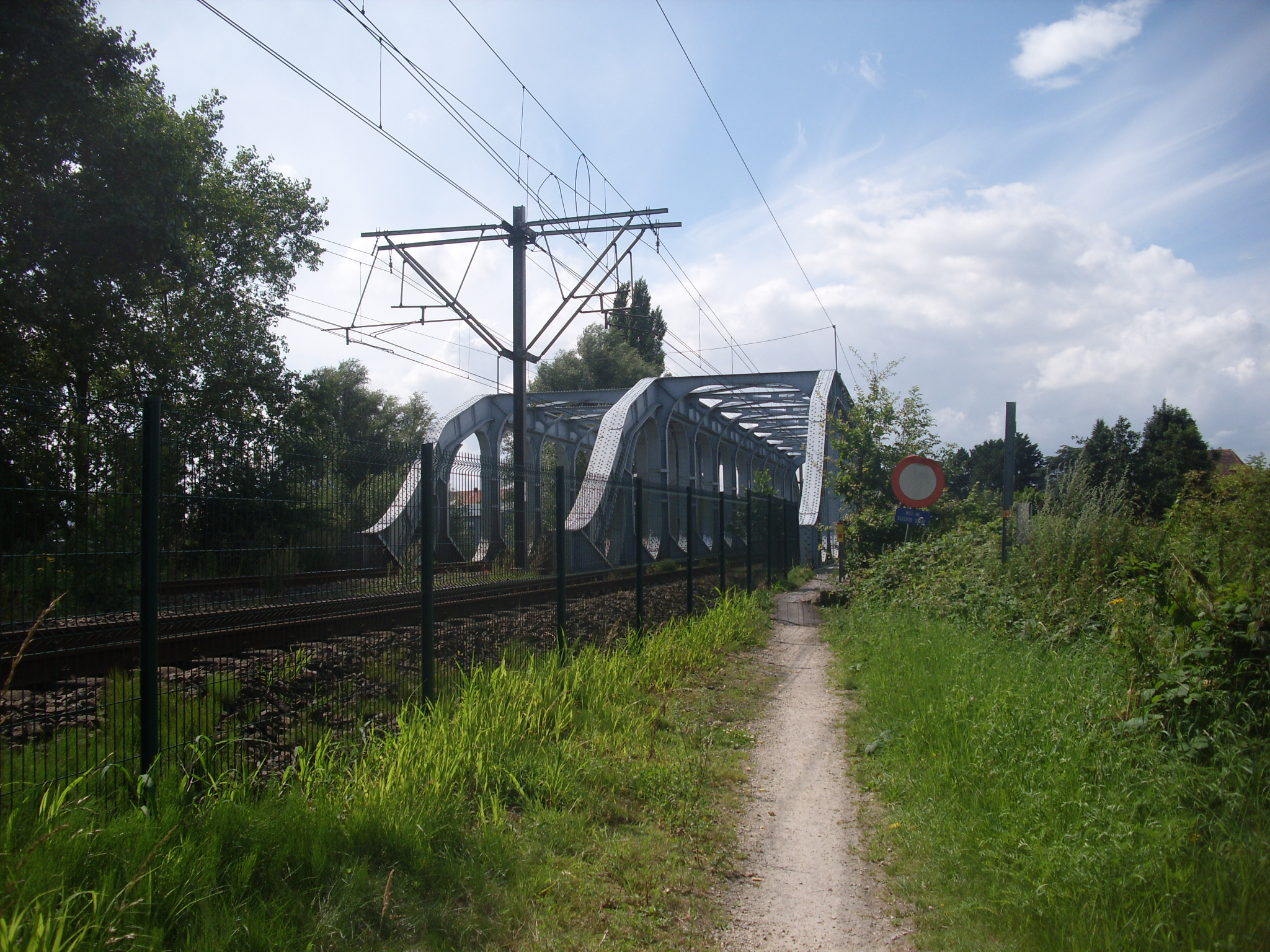
Vierendeelbrug over de rivier de Leie in Grammene

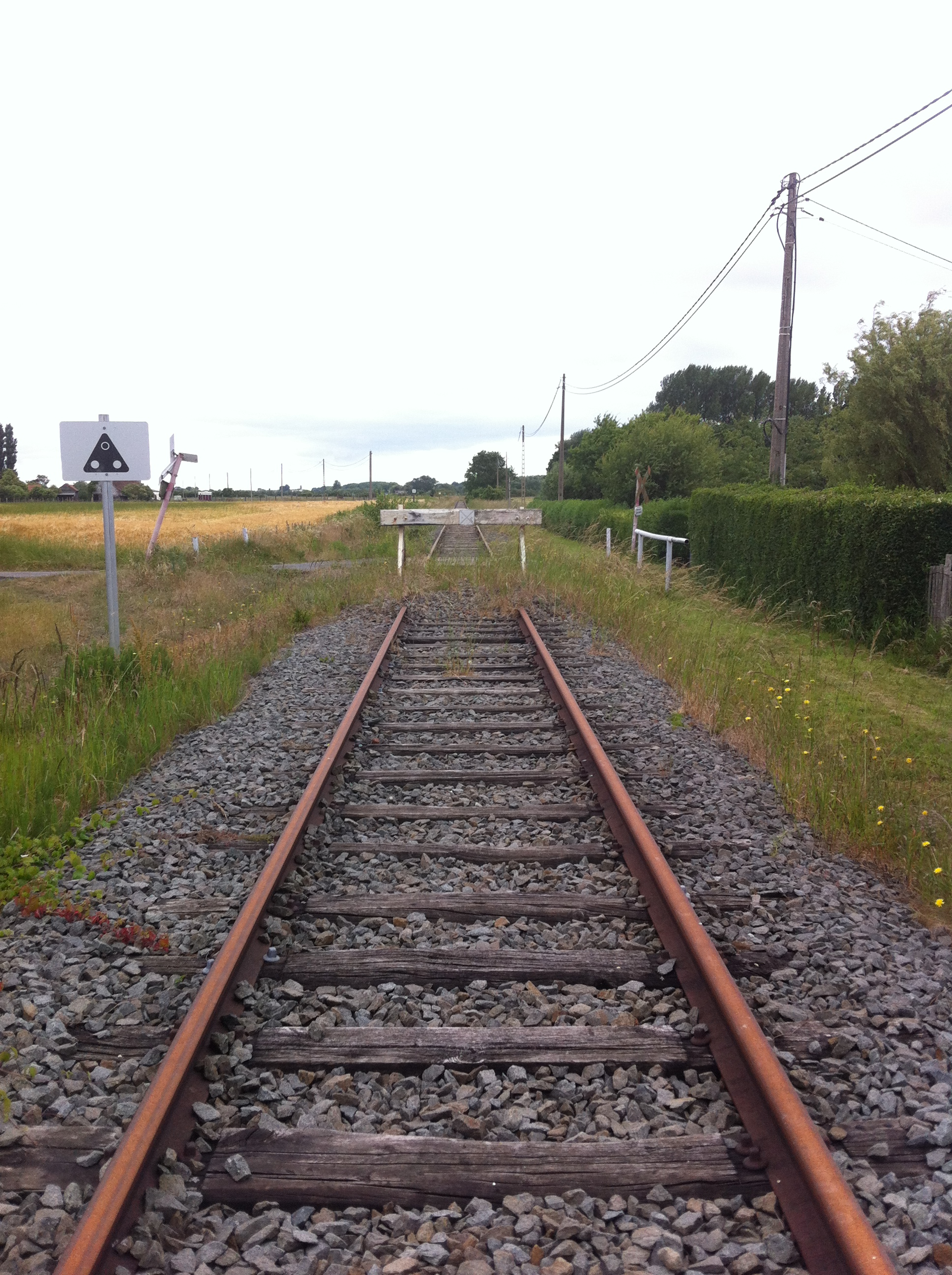
Einde van de lijn ten westen van De Panne

Op 31 december 1855 werd de spoorlijn tussen Deinze en Tielt geopend door de spoorwegmaatschappij Société des chemins de fer de la Flandre-Occidentale. De spoorlijn tussen Lichtervelde en Veurne werd op 11 mei 1858 geopend door de Compagnie du chemin de fer de Lichtervelde à Furnes. Op 5 februari 1870 werd een 5 kilometer lange spoorlijn tussen Veurne en Adinkerke geopend door de spoorwegmaatschappij Compagnie du chemin de fer de Dunkerque à Furnes. Op 23 maart 1880 werd de lijn door de Belgische Staatsspoorwegen compleet gemaakt door tussen Tielt en Lichtervelde een dubbelsporige spoorlijn aan te leggen.
Tussen Deinze en Diksmuide is de lijn op dubbelspoor, tussen Diksmuide en de Franse grens op enkelspoor (behalve het korte stukje tussen Koksijde en De Panne).
Het Franse deel van de spoorlijn werd geëxploiteerd door de Compagnie des chemins de fer du Nord, tot deze maatschappij overgenomen werd door de SNCF in 1938. Voor internationale reizigers was de overstap in De Panne. 
Tussen 1958 en 1960 werd het reizigersverkeer tussen Adinkerke en de Franse grens opgeheven. Later reden sporadisch nog toeristentreinen over de lijn.
Op 28 mei 1996 werd de spoorlijn tussen Deinze en De Panne geëlektrificeerd met 3 kV. Tegelijkertijd werd een nieuw tracé tussen Diksmuide en Kaaskerke in gebruik genomen.
Op 7 december 1999 was er opnieuw internationaal goederenverkeer op de spoorlijn. Toen reed een vloeibaar-staaltrein van het staalbedrijf Sollac in Duinkerke naar de fabrieken van Cockerill-Sambre in Marcinelle bij Charleroi. Na een proeftijd zou het project in 2001 uitgebreid worden tot twee treinen per dag. Het project werd echter afgeblazen en op 16 maart 2003 werd alle spoorverkeer tussen De Panne en Bray-Dunes onmogelijk.
Wegens spoorwerkzaamheden werd de spoorlijn in De Panne gedeeltelijk opgebroken. Er was echter nog steeds een doorgaand spoor van De Panne naar Frankrijk, doorheen de bundel.  Bij het vernieuwen van de Duinhoekstraat vlak bij de grensovergang werd de spoorweg echter onderbroken.
De Spoorlijn wordt ook vaak gebruikt als omleidingsroute tussen Gent-Sint-Pieters en Brugge via Lichtervelde en spoorlijn 66, Als er door werken of ongevallen geen treinverkeer mogelijk is op Spoorlijn 50A. 
De maximumsnelheid op de lijn bedraagt 120 km/u. Tussen De Panne en de Franse grens was de snelheid echter beperkt tot 40 km/u.

## Toekomstplannen
Een van de Vlaamse spoorprioriteiten van 2013, is het dubbelsporig maken van de lijn tussen  Diksmuide en Veurne. Dit zou toelaten om de frequentie te verhogen en het aantal vertragingen te verminderen. Er zou in de toekomst ook een verbindingsboog tussen deze lijn en Spoorlijn 66 komen,  de zogenaamde Bocht van Gits. Deze bocht zou toelaten om een rechtstreekse verbinding vanuit Roeselare richting Gent-Sint-Pieters en Brussel te lanceren.
Verder stelde De Lijn in haar Neptunusplan voor om terug een volwaardige verbinding naar Dunkerque te lanceren, ofwel via een volwaardige treinverbinding, uitgevoerd door NMBS, ofwel door een tramverbinding, uitgevoerd door De Lijn. Hieromtrent zijn echter nog geen concrete stappen gezet.

## Treindiensten
De NMBS verzorgt het personenvervoer met IC, piekuur- en ICT-treinen.
Op werkdagen rijdt per uur één IC-trein tussen De Panne en Antwerpen-Centraal, via Gent-Sint-Pieters. Tijdens de ochtendspits rijden er drie piekuurtreinen: één naar Gent-Sint-Pieters en twee naar Schaarbeek via Gent. 's Avonds rijden er twee piekuurtreinen van Schaarbeek naar De Panne via Gent-Sint-Pieters en een van Gent naar De Panne. Op vrijdagavond rijdt een extra piekuurtrein van Gent tot Lichtervelde; alleen de P-treinen stoppen in Aarsele. Op zondagavond rijdt er een studententrein van De Panne via Gent-Sint-Pieters richting Leuven.

## Treindienst
| Serie       | Treinsoort            | Route | Bijzonderheden                                                              |
| ----------- | --------------------- | --- | --------------------------------------------------------------------------- |
| IC 28       | Intercity (NMBS)      | Antwerpen-Centraal – Gent-Sint-Pieters – Lichtervelde – De Panne                                                            | Rijdt alleen op werkdagen.                                                  |
| IC 29       | Intercity (NMBS)      | [ De Panne – ] Gent-Sint-Pieters – Aalst – Brussel-Zuid – Brussels Airport-Zaventem – Leuven – Landen                       | Rijdt in het weekend De Panne - Brussel-Noord.                              |
| P 7000/8000 | Piekuurtrein (NMBS)   | [ Oostende – Brugge – ] / [ De Panne – ] / [ Poperinge – Ieper – Kortrijk – ] Gent-Sint-Pieters – Brussel-Zuid – Schaarbeek | Twee treinen per dag per richting. Een trein op zondagavond vanaf De Panne. |
| P 7995/8995 | Piekuurtrein (NMBS)   | [ De Panne – ] / [ Kortrijk – ] Gent-Sint-Pieters                                                                           | Rijdt alleen op werkdagen.                                                  |
| ICT 6900    | Toeristentrein (NMBS) | Brussel-Noord – Brussel-Zuid – Gent-Sint-Pieters – De Panne                                                                 | Rijdt in juli en augustus.                                                  |

## Aansluitingen
In de volgende plaatsen is of was er een aansluiting op de volgende spoorlijnen:
Deinze
Spoorlijn 75 tussen Gent-Sint-Pieters en Moeskroen
Tielt
Spoorlijn 73A tussen Tielt en Ingelmunster
Lichtervelde
Spoorlijn 66 tussen Brugge en Kortrijk
Kortemark
Spoorlijn 63 tussen Torhout en Ieper
Kaaskerke
Spoorlijn 74 tussen Kaaskerke en Nieuwpoort
Veurne
Spoorlijn 275 tussen Veurne en Lovaart
De Panne
Spoorlijn 76 tussen De Panne en Poperinge
De Panne grens
RFN 300 000, spoorlijn tussen Dunkerque en Bray-Dunes

## Fietssnelweg F35
Fietssnelweg F35 is de deels gerealiseerde, deels geplande fietssnelweg tussen Lichtervelde en Adinkerke, die parallel loopt met spoorlijn 73, deels vlak naast de spoorberm. Het nummer komt van de N35 die eveneens parallel loopt.